# Netuma bilineata
Netuma bilineata es una especie de pez de la familia Ariidae en el orden de los Siluriformes.

## Morfología
Los machos pueden llegar alcanzar los 62 cm de longitud total.
- Número de  vértebras :53-58.[1][2]

## Alimentación
Come  erizos de mar, crustáceos, peces  (incluyendo  escamas),  camarones y detritus.

## Hábitat
Es un pez demersal y de clima tropical.

## Distribución geográfica
Se encuentra desde el Golfo Pérsico hasta el norte de Australia (Queensland) y el sur del Japón.

## Uso comercial
Es importante como alimento para los humanos.